# Giả thuyết Hodge
Giả thuyết Hodge là một giả thuyết của William Hodge. Giả thuyết này phát biểu rằng trong một số dạng không gian, các thành phần của tính đồng đẳng sẽ tìm lại bản chất Hình học của chúng.Đó là nội dung của giả thuyết mà cho đến nay vẫn chưa có nhà Toán học nào giải quyết được.

## Lịch sử hình thành
Giả thuyết Hodge là một vấn đề lớn của Hình học Đại số và có liên quan đến Topo Đại số. Trong thế kỷ XX, các đường thẳng và đường tròn trong Hình học Euclide đã bị thay thế bởi các khái niệm Đại số, khái quát và hiệu quả hơn trong Hình học hiện đại.
Khoa học của các hình khối và không gian đang dần dần đi tới hình học của “tính đồng đẳng”. Đã có những tiến bộ đáng kinh ngạc trong việc phân loại các thực thể Toán học, nhưng việc mở rộng các khái niệm đã dẫn đến hậu quả là bản chất Hình học dần dần biến mất trong Toán học.
Viện Toán học Clay đặt ra mức thưởng một triệu USD cho người có thể chứng minh hoặc bác bỏ giả thuyết Hodge. Tuy nhiên, đến nay, nó vẫn là vấn đề bí ẩn. Nhưng đến tận bây giờ vẫn chưa ai có thể lý giải được giả thuyết này.